# John Howard Pyle

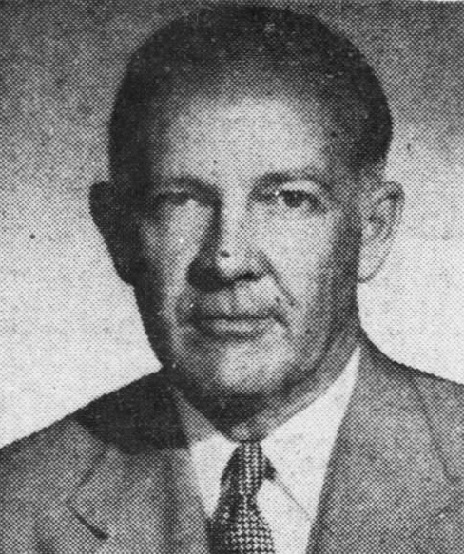
John Howard Pyle, 1954.

John Howard Pyle, född 25 mars 1906 i Sheridan, Wyoming, död 29 november 1987 i Tempe, Arizona, var en amerikansk republikansk politiker. Han var den 9:e guvernören i delstaten Arizona 1951-1955.
200 barn placerades i fosterhem 1953 som resultat av räden mot polygamister i Short Creek i norra delen av delstaten. Pyle blev starkt kritiserad på grund av delstatspolisens och nationalgardets gemensamma aktion och han förlorade 1954 års guvernörsval mot demokraten Ernest McFarland.
Pyle är begravd på Double Butte Cemetery i Tempe.